# Алсюм (Гронінген)
Алсюм (нід. Aalsum, нід. вимова: [ˈaːlsɵm]) — селище в нідерландській провінції Гронінген. Входить до муніципалітету Вестерквартір.

## Галерея

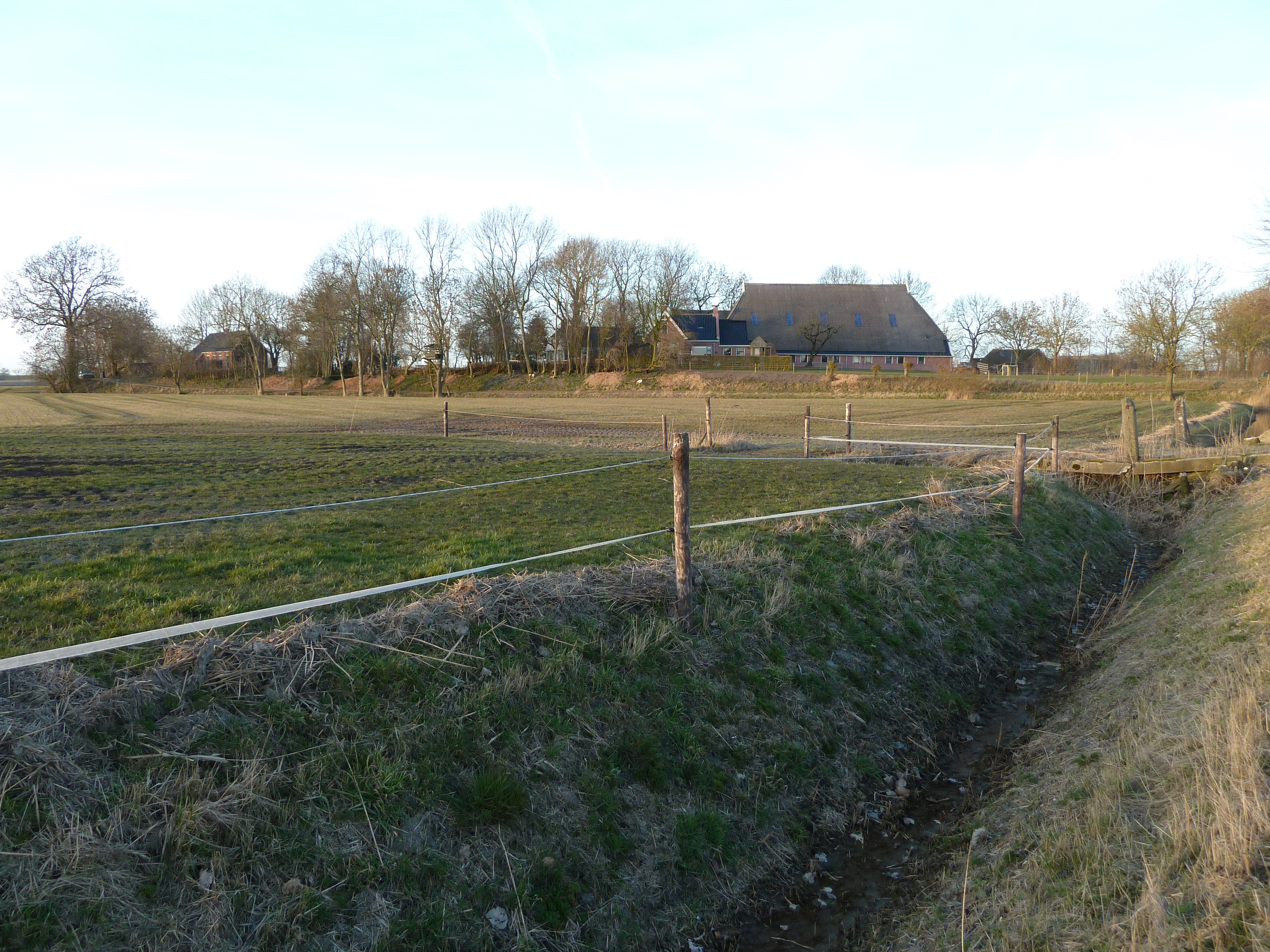
Вид на селище з боку Коммерзейла
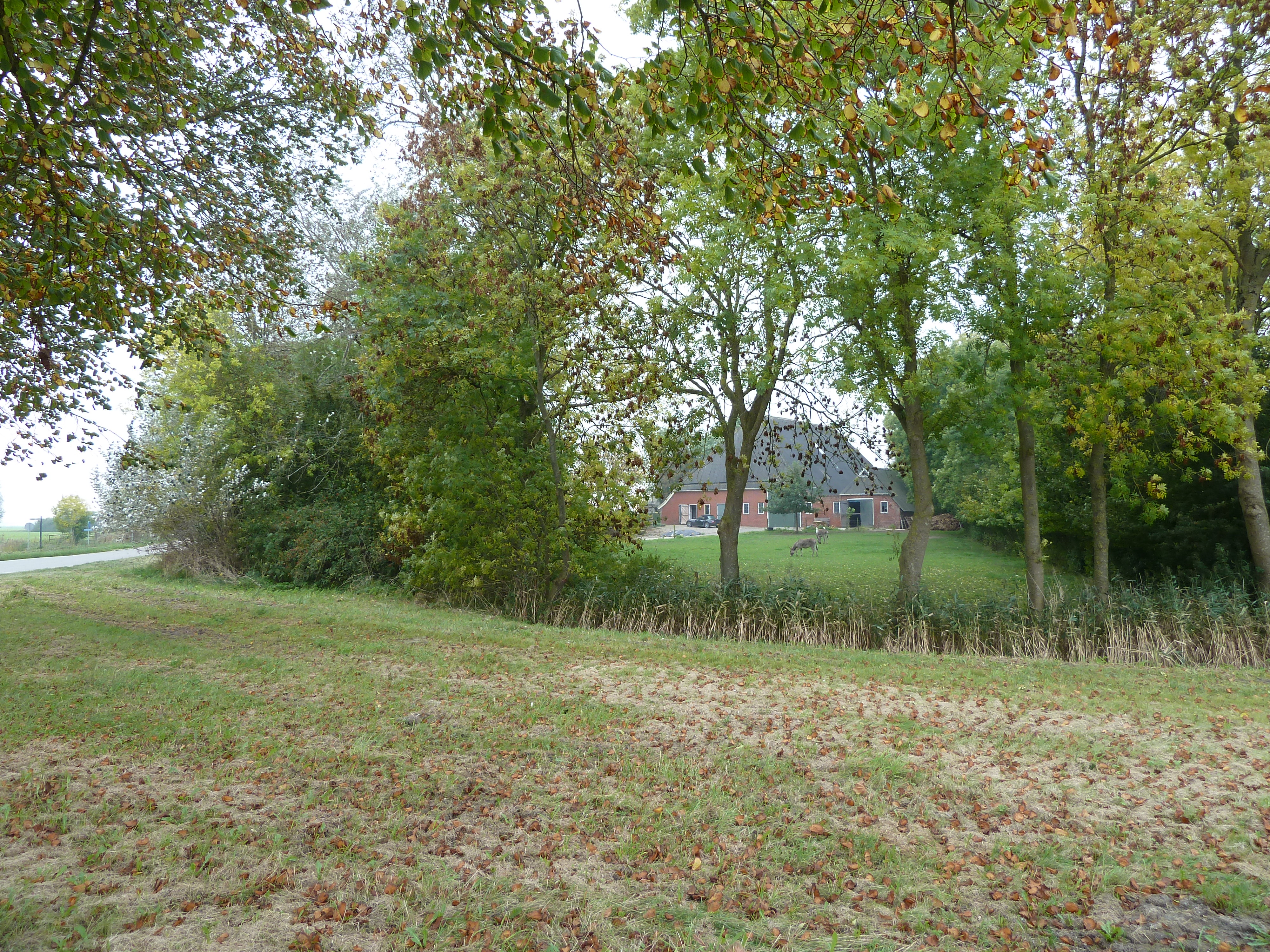
Вид на селище з боку Олдегове
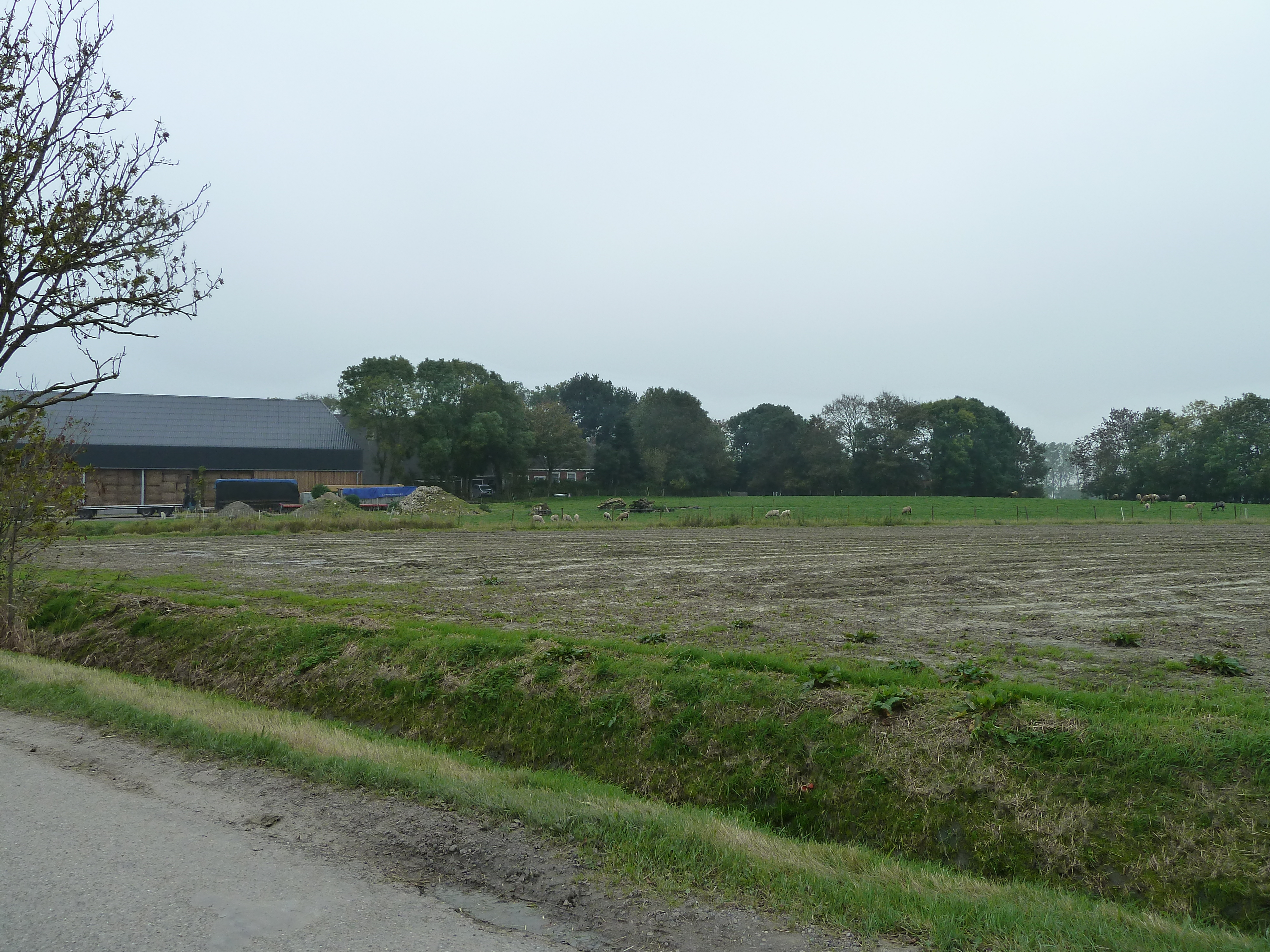